# I'm gonna knock on your door
I'm gonna knock on your door is een liedje geschreven door Aaron Schroeder en Sid Wayne. De oorspronkelijke versie werd opgenomen door The Isley Brothers.

## The Isley Brothers
The Isley Brothers brachten het nummer uit in 1959, maar haalden daar geen succes mee. Noch in de Verenigde Staten, noch in het Verenigd Koninkrijk kwam het plaatje in de hitparade (Nederland en België hadden toen nog geen hitparade). B-kant was Turn to me. Het was de eerste single die The Isley Brothers uitbrachten via RCA Victor. Hun tweede, Shout, zou aanmerkelijk meer succes hebben.

## Eddie Hodges
Een van de eersten die het ook uitbracht was jeugdsterretje Eddie Hodges in 1961. Hij zong het met Ain’t gonna wash for a week de Amerikaanse Billboard Hot 100 in en haalde plaats nummer twaalf. In Nederland was er (nog steeds) geen hitparade. In Australië haalde het nummer de eerste plaats en het werd mede daarom in 1980 gebruikt in een televisiespotje voor het plaatselijke Internationale Rode Kruis bij de collecte-actie.
In Engeland had het minder succes:
| Hitnotering: 30-09-1961 t/m 10-04-1961 | Hitnotering: 30-09-1961 t/m 10-04-1961 | Hitnotering: 30-09-1961 t/m 10-04-1961 | Hitnotering: 30-09-1961 t/m 10-04-1961 | Hitnotering: 30-09-1961 t/m 10-04-1961 | Hitnotering: 30-09-1961 t/m 10-04-1961 | Hitnotering: 30-09-1961 t/m 10-04-1961 | Hitnotering: 30-09-1961 t/m 10-04-1961 |
| Week:                                  | 1                                      | 2                                      | 3                                      | 4                                      | 5                                      | 6                                      |                                        |
| -------------------------------------- | -------------------------------------- | -------------------------------------- | -------------------------------------- | -------------------------------------- | -------------------------------------- | -------------------------------------- | -------------------------------------- |
| Positie:                               | 38                                     | 43                                     | 40                                     | 37                                     | 37                                     | 49                                     | uit                                    |

Een land waar het plaatje wel goed verkocht was Noorwegen. Het werd van de nummer-1 positie afgehouden door The Highwaymen met Michael. Overigens stonden de Nederlandse The Blue Diamonds daar toen ook in de hitparade met Down by the riverside.

### Noorse Single Top 10
| Hitnotering: week 39 t/m 52 in 1961 | Hitnotering: week 39 t/m 52 in 1961 | Hitnotering: week 39 t/m 52 in 1961 | Hitnotering: week 39 t/m 52 in 1961 | Hitnotering: week 39 t/m 52 in 1961 | Hitnotering: week 39 t/m 52 in 1961 | Hitnotering: week 39 t/m 52 in 1961 | Hitnotering: week 39 t/m 52 in 1961 | Hitnotering: week 39 t/m 52 in 1961 | Hitnotering: week 39 t/m 52 in 1961 | Hitnotering: week 39 t/m 52 in 1961 | Hitnotering: week 39 t/m 52 in 1961 | Hitnotering: week 39 t/m 52 in 1961 | Hitnotering: week 39 t/m 52 in 1961 | Hitnotering: week 39 t/m 52 in 1961 | Hitnotering: week 39 t/m 52 in 1961 |
| Week:                               | 1                                   | 2                                   | 3                                   | 4                                   | 5                                   | 6                                   | 7                                   | 8                                   | 9                                   | 10                                  | 11                                  | 12                                  | 13                                  | 14                                  |                                     |
| ----------------------------------- | ----------------------------------- | ----------------------------------- | ----------------------------------- | ----------------------------------- | ----------------------------------- | ----------------------------------- | ----------------------------------- | ----------------------------------- | ----------------------------------- | ----------------------------------- | ----------------------------------- | ----------------------------------- | ----------------------------------- | ----------------------------------- | ----------------------------------- |
| Positie:                            | 10                                  | 6                                   | 5                                   | 5                                   | 4                                   | 2                                   | 2                                   | 2                                   | 4                                   | 4                                   | 4                                   | 8                                   | 9                                   | 9                                   | uit                                 |

### NPO Radio 2 Top 2000
| Nummer met noteringen in de NPO Radio 2 Top 2000 | '99  | '00  | '01  | '02  | '03  |
| ------------------------------------------------ | ---- | ---- | ---- | ---- | ---- |
| I'm gonna knock on your door                     | 1524 | 1671 | 1959 | 1613 | 1883 |

1. ↑  Een vetgedrukt getal geeft de hoogste notering aan.
2. ↑  Deze tabel is bijgewerkt tot en met de laatste editie (2024).

## Billy Craddock
Nadat Pete Best het in de jaren ‘60 probeerde met zijn The Pete Best Four, kwam I’m gonna knock on your door weer in de Amerikaanse hitparades terecht door Billy Craddock. In een countryversie zong hij het naar plaats 5 in de Billboard Hot 100. Het werd uitgebracht samen met What he don’t know, won’t hurt him. In de Countryhitlijsten van de Verenigde Staten en Canada haalde het de eerste plaats.

## Jimmy Osmond
De volgende die het de hitparade inzong was ook weer een kinderster: Jimmy Osmond; hij was toen elf jaar. Met B-kant Give me a good old mamy song belandde het in de Nederlandse en Engelse hitparade.

### Nederlandse Top 40
| Hitnotering: week 15 t/m 20 in 1974 | Hitnotering: week 15 t/m 20 in 1974 | Hitnotering: week 15 t/m 20 in 1974 | Hitnotering: week 15 t/m 20 in 1974 | Hitnotering: week 15 t/m 20 in 1974 | Hitnotering: week 15 t/m 20 in 1974 | Hitnotering: week 15 t/m 20 in 1974 | Hitnotering: week 15 t/m 20 in 1974 |
| Week:                               | 1                                   | 2                                   | 3                                   | 4                                   | 5                                   | 6                                   |                                     |
| ----------------------------------- | ----------------------------------- | ----------------------------------- | ----------------------------------- | ----------------------------------- | ----------------------------------- | ----------------------------------- | ----------------------------------- |
| Positie:                            | 38                                  | 30                                  | 19                                  | 22                                  | 35                                  | 40                                  | uit                                 |

### BRT Top30
| Hitnotering: week 18-05-1974 en week 08-06-1974 | Hitnotering: week 18-05-1974 en week 08-06-1974 | Hitnotering: week 18-05-1974 en week 08-06-1974 | Hitnotering: week 18-05-1974 en week 08-06-1974 | Hitnotering: week 18-05-1974 en week 08-06-1974 | Hitnotering: week 18-05-1974 en week 08-06-1974 | Hitnotering: week 18-05-1974 en week 08-06-1974 |
| Week:                                           | 1                                               |                                                 |                                                 | 2                                               |                                                 |                                                 |
| ----------------------------------------------- | ----------------------------------------------- | ----------------------------------------------- | ----------------------------------------------- | ----------------------------------------------- | ----------------------------------------------- | ----------------------------------------------- |
| Positie:                                        | 13                                              | x                                               | x                                               | 23                                              | uit                                             |                                                 |

### Britse Singles Top 50
| Hitnotering: 23-03-1974 t/m 30-05-1974 | Hitnotering: 23-03-1974 t/m 30-05-1974 | Hitnotering: 23-03-1974 t/m 30-05-1974 | Hitnotering: 23-03-1974 t/m 30-05-1974 | Hitnotering: 23-03-1974 t/m 30-05-1974 | Hitnotering: 23-03-1974 t/m 30-05-1974 | Hitnotering: 23-03-1974 t/m 30-05-1974 | Hitnotering: 23-03-1974 t/m 30-05-1974 | Hitnotering: 23-03-1974 t/m 30-05-1974 | Hitnotering: 23-03-1974 t/m 30-05-1974 | Hitnotering: 23-03-1974 t/m 30-05-1974 | Hitnotering: 23-03-1974 t/m 30-05-1974 |
| Week:                                  | 1                                      | 2                                      | 3                                      | 4                                      | 5                                      | 6                                      | 7                                      | 8                                      | 9                                      | 10                                     |                                        |
| -------------------------------------- | -------------------------------------- | -------------------------------------- | -------------------------------------- | -------------------------------------- | -------------------------------------- | -------------------------------------- | -------------------------------------- | -------------------------------------- | -------------------------------------- | -------------------------------------- | -------------------------------------- |
| Positie:                               | 43                                     | 37                                     | 25                                     | 15                                     | 13                                     | 11                                     | 15                                     | 21                                     | 36                                     | 48                                     | uit                                    |

## Anderen
- Ervinna uit Singapore zong het op een van haar verzamelalbums;
- Lill-Babs, Thorleifs en Lotta Engberg zongen het in een Zweedse versie;
- De Japanse band Tokyo Incidents zongen het tijdens hun optredens in 2004 en 2005;
- In Nederland zong Suzie het in 1972.
- Het nummer Is je moeder niet thuis? van Nico Haak is deels afgeleid van dit nummer.